# Geschützter Landschaftsbestandteil Hortsiepen
Der Geschützte Landschaftsbestandteil Hortsiepen mit einer Flächengröße von 1,5 ha liegt südlich vom Weiler Weninghausen im Stadtgebiet von Sundern. Das Gebiet wurde 1993 mit dem Landschaftsplan Sundern durch den Kreistag des Hochsauerlandkreises als Geschützter Landschaftsbestandteil (LB) ausgewiesen.

## Gebietsbeschreibung
Es handelte sich um Bereiche des Baches Hortsiepen und um Grünlandbereiche im Talabschnitt am Bach. Es gibt mehrere alte und bis zu zehn Meter breite Hecken. Am Bach befindet sich ein Ufergehölz. Am Oberhang befindet sich ein Feldgehölz. Der Landschaftsplan Sundern führt zum LB Hortsiepen aus: „...Naturnaher Bach und hohe strukturelle Vielfalt.“

## Schutzzweck
Der Landschaftsplan Sundern führt zu geschützte Landschaftsbestandteilen aus: „Alle geschützten Landschaftsbestandteile sind kulturbetonte oder naturnahe Landschaftsteile, die sich mit ihrem eigenständigen Charakter deutlich von der sie umgebenden Wald- und Feld-Landschaft unterscheiden. Der besondere Schutz dieser Kleinstrukturen ist wegen ihrer hervorgehobenen Position für die Leistungsfähigkeit des Naturhaushaltes und / oder für die Attraktivität des Landschaftsbildes erforderlich. Die LB-Festsetzung trägt der landschaftlichen Bedeutung der Objekte Rechnung, die sie über das „normale“ landschaftliche Inventar eines Landschaftsschutzgebietes heraushebt.“

## Verbote und Gebote
Wie bei allen geschützten Landschaftsbestandteilen besteht nach § 29 Abs. 2 BNatschG das Verbot dieses zu beschädigen, auszureißen, auszugraben oder Teile davon abzutrennen oder auf andere Weise in seinem Wachstum oder Erscheinungsbild zu beeinträchtigen. Eine ordnungsgemäße Pflege ist vom Verbot ausgenommen. Es ist auch verboten Stoffe oder Gegenstände im Bereich des Geschützten Landschaftsbestandteils anzubringen, zu lagern, abzulagern, einzuleiten oder sich ihrer in anderer Weise zu entledigen, die das Erscheinungsbild oder den Bestand des Geschützten Landschaftsbestandteils gefährden oder beeinträchtigen können. Dies gilt auch für organische oder mineralische Düngemittel und Futtermittel.
Es wurde die Gebote festgesetzt, stockausschlagende Gehölze bei einer Höhe von 10 bis 15 Metern abschnittsweise auf den Stock zu setzen oder spätestens alle 8 bis 10 Jahre und bei Nutzungsaufgabe sektoral im Turnus von drei Jahren zu mähen und dabei das Mähgut abzufahren.